# Chartreuse (plat)
Pour les articles homonymes, voir Chartreuse.
La chartreuse est un plat composé de divers légumes (chou, chicorée, carottes, etc.) enveloppés en couches et cuits.
Si ce plat n'était pas, à l'origine, composé de viande, il est généralement accompagné de viandes de gibier, voire de poissons moulés en dôme se présentant en diverses couches superposées avec les légumes.
Préparé selon le procédé de cuisson du bain-marie, ce plat doit être démoulé et servi chaud.

## Origine
Ce plat, autrefois uniquement composé de légumes, a été créé par référence à l'abstinence de viande obligatoire pour les moines de l'ordre des Chartreux,. Toutefois, cette tradition culinaire a évolué au fil du temps et ce plat présente désormais un mélange de viandes et de légumes, y compris des œufs ou du poisson.